# Powerslam

Il powerslam è una delle mosse di wrestling. Come accade per altre mosse, anche il powerslam può essere eseguito in vari modi.

## Modi e varianti

### Fallaway Slam
Nell'esecuzione di questa manovra il wrestler, in piedi di fronte all'avversario, fa passare un braccio tra le gambe di questi, poggiando la mano sulla schiena; pone quindi l'altro braccio sulle spalle dell'avversario, lo solleva in posizione parallela al terreno e si getta sulla schiena, lanciandolo all'indietro. Può essere eseguita anche dalla seconda corda: questa versione prende il nome di Super Fallaway Slam.

#### Moonsault Fallaway Slam
In questa mossa il lottatore afferra l'avversario come un fallaway slam, ma, invece di lanciarlo semplicemente all'indietro, il lottatore, mentre si aggrappa all'avversario, fa un salto mortale all'indietro sbattendo l'avversario all'indietro contro il tappeto mentre atterra di petto sopra di lui. L'attaccante può anche scegliere di mantenere la presa sull'avversario dopo essere atterrato nel tentativo di segnare uno schienamento.

### Inverted falling powerslam
Si prende l'avversario da dietro, con una mano in mezzo alle gambe e l'altra sulla spalla. Quindi, ci si ritrova in una posizione simile a quella del Falling powerslam, ma con la schiena dell'avversario verso il proprio corpo, e ci si lascia cadere a terra.

### Fireman's carry powerslam

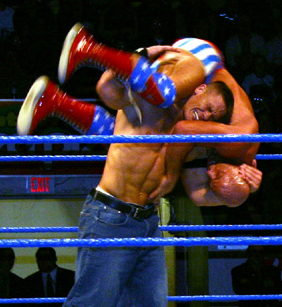
John Cena effettua Attitude Adjustment su Kurt Angle

Variante del Fireman's carry nella quale si prende l'avversario sulle spalle, quindi ci si lancia in avanti facendo cadere violentemente l'avversario sulla schiena. John Cena è solito attuare questa mossa, detta Attitude Adjustment, detta prima F-U, abbreviazione di "Fuck You", da cui questo nome venne ispirato dal nome della mossa caratteristica di Brock Lesnar, ovvero F-5. Tuttavia il nome cambiò in quello attuale, Attitude Adjustment, perché nel 2008 la WWE passò dal rating televisivo TV-14 a TV-PG, rendendo gli eventi e le storyline un po' più Family Friendly  

### Scoop Powerslam
Questa mossa è la seconda versione più comune della powerslam e viene spesso chiamata semplicemente "powerslam". Il lottatore che attacca posiziona il suo braccio più forte tra le gambe dell'avversario e lo raggiunge sopra la spalla dell'avversario con il braccio più debole. Poi, l'avversario viene fatto ruotare sulla schiena, mantenendolo sempre in posizione orizzontale sul corpo del lottatore. Quando l'avversario cade sul tappeto, il lottatore che lo attacca continua a cadere a faccia in giù sopra di lui in una posizione di schienamento laterale. Questa powerslam viene solitamente eseguita su un avversario mentre attacca, sfruttando lo slancio dell'avversario stesso per potenziare il lancio. Tra gli utilizzatori di questa mossa ricordiamo Buzz Sawyer, Road Warrior Animal, Randy Orton, Samoa Joe, Dustin Rhodes e Braun Strowman. Questa mossa è chiamata "Snap scoop powerslam" se eseguita molto velocemente. Esiste anche una variante rotante, in cui l'attaccante prende il suo avversario, lo fa ruotare e cade in avanti, sbattendolo al tappeto. Brock Lesnar ha usato questa mossa durante la sua prima run in WWE. Esiste una versione invertita, in cui l'avversario viene sollevato da dietro e sbattuto in modo simile a una scoop powerslam, solo sul viso/addome. Jeff Cobb usa una variante in cui fa ruotare lui e i suoi avversari di 360° prima di eseguire la powerslam, soprannominata Tour of the Islands. Anche l'ex rookie di NXT e membro del Nexus Michael Tarver ha usato una scoop powerslam con rotazione inversa, simile alla "Tour of the Islands", ma lui la chiama "Tarver's Lightning". 

### Front Powerslam
La variante più comune di powerslam, è anche spesso indicata semplicemente come "powerslam". Il lottatore attaccante si allunga tra le gambe di un avversario con il braccio più forte e si allunga intorno alla schiena dallo stesso lato con il braccio più debole prima di sollevare l'avversario sopra la spalla. Da questa posizione, il lottatore cade in avanti per sbattere l'avversario contro il tappeto per primo. Esiste anche una variazione invertita di questa manovra.

### Falling Powerslam
Questa mossa è anche nota come caduta di caduta o caduta di caduta inversa. Di fronte all'avversario, il lottatore si allunga tra le gambe dell'avversario con un braccio e si allunga intorno alla schiena dallo stesso lato con l'altro braccio. Il lottatore solleva l'avversario in modo che sia orizzontale sul corpo del lottatore, quindi cade in avanti per sbattere l'avversario contro il tappeto per primo.
Esiste una versione invertita, in cui l'avversario viene sollevato da dietro e sbattuto in modo simile a uno schianto cadente, solo sul viso/addome.

### Sidewalk slam
Conosciuto anche come suplex laterale. Per eseguire questa mossa, il lottatore sta da un lato all'altro e leggermente dietro, con l'avversario rivolto nella stessa direzione. Il lottatore quindi raggiunge il busto dell'avversario con il braccio vicino sul petto dell'avversario e sotto entrambe le braccia e l'altro braccio sotto le gambe dell'avversario. Il lottatore quindi solleva l'avversario, sollevando le gambe da terra, e cade sul tappeto in posizione seduta, sbattendo l'avversario contro il tappeto per primo. È possibile anche una variazione con un braccio solo, solitamente eseguita su lottatori più piccoli.

### Inverted Sitout Side Powerslam
Il lottatore attaccante afferra la vita dell'avversario, come in un gutwrench , quindi solleva l'avversario su una delle sue spalle in un rack backbreaker con gutwrench sopraelevato. Da questa posizione, il lottatore attaccante si siede e contemporaneamente lancia l'avversario in avanti e verso il basso, sbattendolo a terra faccia a faccia da un lato.

### Gorilla Press Powerslam
La mossa, nota anche come military press powerslam o falling press slam, è simile a un gorilla press slam. Il lottatore solleva l'avversario sopra la testa con le braccia completamente distese (come nel military press usato nel sollevamento pesi), fa cadere l'avversario in una posizione sopra le spalle, quindi corre e cade in avanti per sbattere l'avversario contro il tappeto

### Side Slam
Per eseguirlo, il lottatore inizia a stare faccia a faccia con l'avversario leggermente al suo fianco. Quindi, il lottatore infila la propria testa sotto il braccio vicino dell'avversario, raggiunge il petto dell'avversario e intorno al collo con il braccio vicino e posiziona l'altro braccio contro la schiena. Il lottatore quindi cade in avanti, piatto sul petto o in posizione inginocchiata, e costringe l'avversario a indietreggiare per primo sul tappeto. In un'altra variante, il corpo sbatte l'avversario sul tappeto, questo è tipicamente chiamato uno slam laterale in piedi.

#### Lifting side slam
Si afferra con un braccio la spalla opposta dell'avversario (es.: spalla sinistra afferrata con la mano destra), quindi si infila la testa sotto il braccio opposto dell'avversario (rispetto a quello che sta subendo la presa alla spalla), si compie un balzo (durante il quale l'esecutore, di solito, si distende) e si fa cadere l'avversario di schiena in questo modo appoggiando il braccio non utilizzato per la presa prima per tenere la schiena dell'avversario, e dopo, durante la caduta, per appoggiarsi a terra (in modo da diminuire l'impatto di se stessi e aumentare quello dell'avversario stesso).

#### Kneeling side slam
Mossa quasi identica alla sopracitata, la differenza è che l'avversario viene sollevato meno (perché non si compie alcun salto) e l'esecutore atterra aiutandosi anche con le ginocchia, oltre che col braccio libero.

#### Swinging Side Slam
Questa mossa è anche nota come wind-up slam. Per eseguirlo, il lottatore affronta l'avversario e raggiunge tra le gambe dell'avversario con un braccio e intorno alla schiena dallo stesso lato con l'altro braccio. Il lottatore quindi solleva l'avversario in modo che sia orizzontale sul corpo del lottatore. Successivamente, il lottatore gira in cerchio mentre fa oscillare la metà inferiore del corpo dell'avversario in avanti e indietro finché un braccio non si trova sul petto dell'avversario e sotto una o entrambe le braccia. Il lottatore quindi cade in avanti, sbattendo l'avversario contro il tappeto per primo. In alcune varianti del movimento, il lottatore può tenere l'avversario sopra la spalla e lanciarlo da quella posizione, oppure appendere l'avversario su entrambe le spalle e allungare le gambe dietro di sé in modo che l'avversario torni indietro per cadere. 

#### Spinning Side Slam
Questa mossa è anche chiamata scrapbuster. Per eseguirlo, il lottatore si trova di fronte all'avversario con l'avversario rivolto nella stessa direzione. Il lottatore solleva l'avversario di fronte a sé in una posizione di powerslam laterale. Il lottatore fa oscillare le gambe dell'avversario sul lato opposto prima di sedersi e sbattere la schiena dell'avversario sul tappeto. 

#### Belly-To Back side slam
Questa mossa vede il lottatore stare dietro l'avversario, mettere la testa sotto una delle braccia dell'avversario e sollevare l'avversario in un suplex pancia contro schiena. Il lottatore quindi spinge l'avversario verso l'alto prima di girarsi e passare a uno schianto laterale, quindi l'avversario viene lasciato cadere da una posizione elevata. 

#### Waist-Lift Side Slam
In questa variazione, un avversario solleva un avversario per la vita e poi lo sbatte contro il tappeto come una powerslam.

#### Suplex Side Slam
In questa variante dello slam laterale elevato, il lottatore afferra un front facelock sull'avversario e avvolge il braccio sul collo dell'avversario. Il lottatore quindi solleva l'avversario a testa in giù, come in un suplex verticale. Il lottatore sposta il braccio intorno al collo dell'avversario e, quando l'avversario ricade, viene messo in una posizione di schianto laterale e lasciato cadere sul tappeto. 

#### Uranage
Questa mossa è anche nota come sambo suplex o side suplex. Per eseguirlo, il lottatore si trova faccia a faccia con l'avversario, leggermente al suo fianco. Il lottatore infila la testa sotto il braccio vicino dell'avversario e raggiunge il petto dell'avversario e intorno al collo con il braccio vicino. Il lottatore quindi solleva contemporaneamente l'avversario, si gira di 180 ° e cade in avanti, sbattendo l'avversario per primo sul tappeto.

### Running powerslam
Si prende l'avversario su una spalla e, correndo, si cade a terra con la schiena dell'avversario sul tappeto.

### Oklahoma stampede
È semplicemente noto come lo slam dell'Oklahoma in cui il lottatore raggiunge tra le gambe dell'avversario con il braccio più forte e intorno alla schiena dell'avversario dallo stesso lato con il braccio più debole. Il lottatore quindi solleva l'avversario sopra la spalla e corre verso l'angolo del ring, sbattendo l'avversario all'indietro per primo sui tenditori. Il lottatore mantiene la presa e sbatte anche l'avversario nell'angolo opposto. Il lottatore quindi corre al centro del ring e cade in avanti, spingendo l'avversario all'indietro per primo sul tappeto.

### Emerald Flowsion
Consiste nel prendere l'avversario come per un suplex, ma, senza alzarlo, si mette un braccio tra le gambe della vittima e lo si capovolge. Ora basta farlo cadere di schiena.

### Inverted Front Powerslam
Si esegue prendendo l'avversario alla pancia e lo si alza in modo che finisca di schiena sulla spalla dell'esecutore. Fatto ciò, basta buttarsi in avanti, così che l'avversario cada di pancia sul tappeto.

### Suplex powerslam
L'esecutore afferra l'avversario e lo alza come nel classico suplex, quindi lascia cadere l'avversario verso il tappeto, girandosi contemporaneamente in modo da cadere sopra l'avversario. Esiste anche la versione Inverted dove l'esecutore fa cadere l'avversario di pancia.

### Tilt-a-whirl slam
In genere, questa mossa avviene dopo un Irish Whip. L'avversario, che corre verso l'esecutore, viene abbrancato per i fianchi e compirà una rotazione di 360°, finendo con la parte posteriore del corpo sul ring.

### Sitout Side Powerslam
Il lottatore attaccante afferra la vita dell'avversario, come in un gutwrench , quindi solleva l'avversario su una delle sue spalle in un rack backbreaker con gutwrench sopraelevato. Da questa posizione, il lottatore attaccante si siede e contemporaneamente lancia l'avversario in avanti e verso il basso, sbattendolo a terra faccia a faccia da un lato. È stato reso popolare da Yujiro Takahashi col nome di Tokyo Pimps.